# Lohivaha
Lohivaha är en ö i Finland. Den ligger i Bottenhavet och i kommunen Raumo i den ekonomiska regionen  Raumo ekonomiska region i landskapet Satakunta, i den sydvästra delen av landet. Ön ligger omkring 48 kilometer söder om Björneborg och omkring 210 kilometer nordväst om Helsingfors.
Öns area är 0,3 hektar och dess största längd är 70 meter i sydöst-nordvästlig riktning.